# 归润章
归润章（1915年—1989年），浙江吴兴南浔（今湖州）人。中国当代会计学家。
1939年，毕业于复旦大学会计系，毕业留校被聘为教授，曾任光华大学副教授、教授，立信会计专科学校教授。中华人民共和国成立后，改任四川大学、成华大学教授，四川财经学院教授、会计系副主任、教务长，杭州电子工业学院教授、工业经济系主任，中国电子工业会计学会副会长。现西南财经大学毛伯林等均为其门下弟子。著作有《审计学》。
夫人谌蕴智，重庆望族，毕业于复旦大学，育儿女四人。